# Giovane ragazza che confida il suo segreto ad Iside
Giovane ragazza che confida il suo segreto a Iside (in francese: Jeune fille confiant son secret à Isis; in inglese: Young Girl Confiding Her Secret to Isis) è un'opera dello scultore Auguste Rodin eseguita nel 1889.

## Storia
L'opera venne commissionata ad Auguste Rodin dall'amico e noto collezionista d'arte Albert Pontremoli. Quest'ultimo aveva un'importante collezione che comprendeva le opere dei pittori più importanti dell'impressionismo.
In seguito alla sua morte avvenuta nel dicembre 1923 gli eredi misero all'asta l'intera collezione. Si tennero tre sessioni di vendita, due a Parigi ed una in seguito a Londra. Nel 1927 l'opera venne acquistata dal collezionista americano George Matthew Adams. Attualmente è conservata presso il Cleveland Museum of Art negli Stati Uniti d'America.